# Euploea salistra
Euploea salistra är en fjärilsart som beskrevs av Hans Fruhstorfer 1910. Euploea salistra ingår i släktet Euploea och familjen praktfjärilar. Inga underarter finns listade i Catalogue of Life.